# Placanthes xanthomorpha
Placanthes xanthomorpha är en fjärilsart som beskrevs av Edward Meyrick 1923. Placanthes xanthomorpha ingår i släktet Placanthes och familjen Lecithoceridae. Inga underarter finns listade i Catalogue of Life.